# خوسيه رودريغيز دوس سانتوس
خوسيه رودريغيز دوس سانتوس (من مواليد 1 أبريل 1964) صحفي وكاتب برتغالي، محاضر جامعي. قدم برنامج الأخبار المسائية على القناة التلفزيونية البرتغالية العامة RTP1) منذ عام 1991 وهي نشرة الأخبار الرئيسية في القناة الحكومية الأولى

## سيرة الروائي وأسلوبه
ولد دوس سانتوس في بيرا في الموزمبيق، حيث قاتل جده الألمان في 1917، وعمل والده طبيباً في قرى الموزمبيق. حصل على درجة الدكتوراه في علوم الاتصال بأطروحة حول تغطية الحرب في جامعة لشبونة الجديدة. وهو أستاذ في جامعة لشبونة الجديدة وصحفيً في قناة RTP ، حيث شغل مرتين منصب مدير المعلومات في التلفزيون البرتغالي العام. منذ عام 1991، قدم الأخبار التليفزيونية في الثامنة مساءً على RTP1 ، أول قناة عامة برتغالية 1.
خطرت على دوسانتوس فكرة كتابة رواية «الغضب السماوي» وهي الرواية الأكثر رواجاً والتي ترجمت إلى 20 لغة، وهي تحكي عن جهادي مصري يدعى أحمد، كان مواظباً على حضور دروس شيخ متطرف، والتحق بتنظيم القاعدة في أفغانستان، حيث اقترب من أسامة بن لادن، الذي كلّفه بتنفيذ اعتداءات في الغرب.
ويغلب على أسلوب الروائي جوزيه دوس سانتوس العمل البحثي لكون رواياته تتطرق إلى أمور يختلط فيها التاريخي بالسياسي بالإنساني، كما في روايته «رجل القسطنطينية» التي ترجمها سعيد بنعبد الواحد، وهى ترصد لحظة فارقة في تاريخ العالم، جمعت بين النفس الأخير قبل انهيار الإمبراطورية العثمانية، والسعي الغربي المحموم للسيطرة على المنطقة العربية.
أما في روايته «المعادلة الإلهية»، عن دار الجمل، تطرق الكاتب إلى موضوع النظريات العلمية الأكثر أهمية في تاريخ تطور العلوم، لا سيما تلك التي وضعها آينشتاين ونيوتن. والتي حاولت تفكيك لغز الكون وبدايات تشكله ومن ثم تطوره وصولاً إلى نهايته أو تكرار تشكله إلى ما لا نهاية.

## مؤلفاته المترجمة للعربية
- المعادلة الإلهية، عن دار الجمل، 670 صفحة، ترجمة سعيد بنعبد الواحد عن البرتغاليةـ 2022
- رجل القسطنطينية عن المركز الثقافي العربي، ترجمة سعيد بنعبد الواحد، 2021 [3]